# Eleições legislativas portuguesas de 1999 no distrito de Viseu
| Eleições legislativas portuguesas de 1999 Distritos: Aveiro \| Beja \| Braga \| Bragança \| Castelo Branco \| Coimbra \| Évora \| Faro \| Guarda \| Leiria \| Lisboa \| Portalegre \| Porto \| Santarém \| Setúbal \| Viana do Castelo \| Vila Real \| Viseu \| Açores \| Madeira \| Estrangeiro |

## Resultados por Concelho
Os resultados nos concelhos do Distrito de Viseu foram os seguintes:

### Armamar
| Partido                 | Partido                        | Votos | %               | +/-  |
| ----------------------- | ------------------------------ | ----- | --------------- | ---- |
|                         | Partido Social Democrata       | 2 422 | 56,12 / 100,00  | 6,14 |
|                         | Partido Socialista             | 1 195 | 27,69 / 100,00  | 1,57 |
|                         | Partido Popular                | 393   | 9,11 / 100,00   | 2,81 |
|                         | Coligação Democrática Unitária | 104   | 2,41 / 100,00   | 1,31 |
|                         | Outros                         | 105   | 2,42 / 100,00   |      |
| Votos Inválidos         | Votos Inválidos                | 97    | 2,25 / 100,00   | 0,13 |
| Total                   | Total                          | 4 316 | 100,00 / 100,00 |      |
| Eleitorado/Participação | Eleitorado/Participação        | 7 084 | 60,93 / 100,00  | 1,71 |

| Freguesia             | %     | %     | %     | %    | Votantes |
| Freguesia             | PSD   | PS    | PP    | CDU  | Votantes |
| --------------------- | ----- | ----- | ----- | ---- | -------- |
| Aldeias               | 70,11 | 8,90  | 12,10 | 0,71 | 281      |
| Aricera               | 61,36 | 14,39 | 13,64 | 0,76 | 132      |
| Armamar               | 45,75 | 33,07 | 6,90  | 9,15 | 623      |
| Cimbres               | 74,27 | 11,17 | 11,65 | 1,46 | 206      |
| Coura                 | 43,18 | 40,91 | 11,36 | 0    | 44       |
| Folgosa               | 29,69 | 55,94 | 7,50  | 1,88 | 320      |
| Fontelo               | 46,24 | 41,67 | 6,45  | 2,42 | 372      |
| Goujoim               | 45,45 | 10,10 | 34,34 | 0    | 99       |
| Queimada              | 72,76 | 11,38 | 11,79 | 2,03 | 246      |
| Queimadela            | 51,93 | 29,28 | 16,02 | 1,10 | 181      |
| Santa Cruz            | 78,68 | 6,62  | 8,82  | 0,74 | 136      |
| Santiago              | 66,05 | 20,37 | 7,41  | 0,62 | 162      |
| Santo Adrião          | 43,06 | 45,83 | 5,56  | 2,78 | 72       |
| São Cosmado           | 44,08 | 38,29 | 8,82  | 1,65 | 363      |
| São Martinho das Chãs | 74,62 | 17,95 | 4,87  | 0    | 390      |
| São Romão             | 47,22 | 41,67 | 5,56  | 1,85 | 108      |
| Tões                  | 72,65 | 12,82 | 11,11 | 0,85 | 117      |
| Vacalar               | 66,85 | 25,41 | 4,42  | 0,55 | 181      |
| Vila Seca             | 52,65 | 31,45 | 8,13  | 1,77 | 283      |
| Armamar               | 56,12 | 27,69 | 9,11  | 2,41 | 4 316    |

### Carregal do Sal
| Partido                 | Partido                        | Votos | %               | +/-  |
| ----------------------- | ------------------------------ | ----- | --------------- | ---- |
|                         | Partido Social Democrata       | 2 557 | 48,00 / 100,00  | 1,33 |
|                         | Partido Socialista             | 1 989 | 37,34 / 100,00  | 2,50 |
|                         | Partido Popular                | 463   | 8,69 / 100,00   | 1,48 |
|                         | Coligação Democrática Unitária | 98    | 1,84 / 100,00   | 0,12 |
|                         | Outros                         | 118   | 2,21 / 100,00   |      |
| Votos Inválidos         | Votos Inválidos                | 102   | 1,92 / 100,00   | 0,54 |
| Total                   | Total                          | 5 327 | 100,00 / 100,00 |      |
| Eleitorado/Participação | Eleitorado/Participação        | 9 305 | 57,25 / 100,00  | 2,46 |

| Freguesia          | %     | %     | %     | %    | Votantes |
| Freguesia          | PSD   | PS    | PP    | CDU  | Votantes |
| ------------------ | ----- | ----- | ----- | ---- | -------- |
| Beijós             | 53,61 | 33,55 | 7,54  | 1,93 | 623      |
| Cabanas de Viriato | 43,41 | 41,61 | 8,15  | 1,32 | 834      |
| Currelos           | 49,67 | 37,77 | 8,50  | 1,04 | 1 059    |
| Oliveira do Conde  | 41,04 | 40,98 | 10,68 | 2,86 | 1 713    |
| Papízios           | 40,21 | 46,13 | 7,22  | 2,06 | 388      |
| Parada             | 72,57 | 17,16 | 6,16  | 0,93 | 536      |
| Sobral             | 50,00 | 34,48 | 8,05  | 1,15 | 174      |
| Carregal do Sal    | 48,00 | 37,34 | 8,69  | 1,84 | 5 327    |

### Castro Daire
| Partido                 | Partido                        | Votos  | %               | +/-  |
| ----------------------- | ------------------------------ | ------ | --------------- | ---- |
|                         | Partido Social Democrata       | 4 424  | 50,20 / 100,00  | 1,15 |
|                         | Partido Socialista             | 3 075  | 34,89 / 100,00  | 1,35 |
|                         | Partido Popular                | 819    | 9,29 / 100,00   | 2,32 |
|                         | Coligação Democrática Unitária | 115    | 1,30 / 100,00   | 0,20 |
|                         | Outros                         | 217    | 2,46 / 100,00   |      |
| Votos Inválidos         | Votos Inválidos                | 163    | 1,85 / 100,00   | 0,59 |
| Total                   | Total                          | 8 813  | 100,00 / 100,00 |      |
| Eleitorado/Participação | Eleitorado/Participação        | 15 642 | 56,34 / 100,00  | 3,34 |

| Freguesia       | %     | %     | %     | %    | Votantes |
| Freguesia       | PSD   | PS    | PP    | CDU  | Votantes |
| --------------- | ----- | ----- | ----- | ---- | -------- |
| Almofala        | 67,86 | 8,93  | 22,02 | 0    | 168      |
| Alva            | 42,26 | 52,38 | 1,79  | 0,30 | 336      |
| Cabril          | 40,87 | 49,86 | 6,09  | 0,87 | 345      |
| Castro Daire    | 46,74 | 38,64 | 8,15  | 2,38 | 2 099    |
| Cujó            | 67,73 | 11,70 | 15,60 | 0    | 282      |
| Ermida          | 63,03 | 21,21 | 12,73 | 1,21 | 165      |
| Ester           | 37,62 | 47,62 | 8,10  | 0,95 | 210      |
| Gafanhão        | 38,71 | 50,00 | 4,03  | 2,42 | 124      |
| Gosende         | 54,08 | 25,98 | 13,90 | 0,60 | 331      |
| Mamouros        | 51,09 | 41,43 | 3,74  | 0    | 321      |
| Mezio           | 59,44 | 24,83 | 10,84 | 1,40 | 286      |
| Mões            | 41,94 | 45,16 | 8,12  | 0,83 | 961      |
| Moledo          | 52,95 | 32,30 | 6,83  | 1,09 | 644      |
| Monteiras       | 57,41 | 15,19 | 22,22 | 0,74 | 270      |
| Moura Morta     | 55,45 | 16,36 | 22,73 | 0,91 | 110      |
| Parada de Ester | 52,98 | 36,87 | 3,97  | 1,99 | 453      |
| Pepim           | 54,18 | 34,26 | 6,77  | 1,59 | 251      |
| Picão           | 58,68 | 7,19  | 28,14 | 1,80 | 167      |
| Pinheiro        | 57,49 | 32,24 | 6,57  | 0,41 | 487      |
| Reriz           | 34,24 | 45,92 | 11,14 | 1,90 | 368      |
| Ribolhos        | 52,00 | 32,50 | 9,50  | 1,50 | 200      |
| São Joaninho    | 71,06 | 10,21 | 11,49 | 0,85 | 235      |
| Castro Daire    | 50,20 | 34,89 | 9,29  | 1,30 | 8 813    |

### Cinfães
| Partido                 | Partido                        | Votos  | %               | +/-  |
| ----------------------- | ------------------------------ | ------ | --------------- | ---- |
|                         | Partido Socialista             | 4 563  | 48,02 / 100,00  | 4,47 |
|                         | Partido Social Democrata       | 3 477  | 36,59 / 100,00  | 6,32 |
|                         | Partido Popular                | 782    | 8,23 / 100,00   | 0,79 |
|                         | Coligação Democrática Unitária | 220    | 2,32 / 100,00   | 0,79 |
|                         | Outros                         | 283    | 2,97 / 100,00   |      |
| Votos Inválidos         | Votos Inválidos                | 177    | 1,87 / 100,00   | 0,07 |
| Total                   | Total                          | 9 502  | 100,00 / 100,00 |      |
| Eleitorado/Participação | Eleitorado/Participação        | 19 557 | 48,59 / 100,00  | 6,42 |

| Freguesia                 | %     | %     | %     | %    | Votantes |
| Freguesia                 | PS    | PSD   | PP    | CDU  | Votantes |
| ------------------------- | ----- | ----- | ----- | ---- | -------- |
| Alhões                    | 40,57 | 36,00 | 13,71 | 1,71 | 175      |
| Bustelo                   | 18,75 | 67,50 | 5,00  | 1,25 | 80       |
| Cinfães                   | 51,41 | 31,55 | 7,44  | 4,06 | 1 626    |
| Espadanedo                | 37,84 | 50,90 | 6,31  | 0,75 | 666      |
| Ferreiros de Tendais      | 41,10 | 30,58 | 21,55 | 0,75 | 399      |
| Fornelos                  | 44,10 | 37,42 | 12,03 | 0,89 | 449      |
| Gralheira                 | 48,32 | 37,58 | 8,72  | 0,67 | 149      |
| Moimenta                  | 43,73 | 37,63 | 10,51 | 2,37 | 295      |
| Nespereira                | 41,38 | 42,86 | 9,36  | 1,48 | 203      |
| Oliveira do Douro         | 58,74 | 26,57 | 5,71  | 4,43 | 858      |
| Ramires                   | 55,93 | 16,95 | 11,86 | 5,08 | 59       |
| Santiago de Piães         | 42,45 | 42,72 | 9,62  | 1,24 | 728      |
| São Cristóvão de Nogueira | 61,21 | 26,35 | 4,31  | 3,20 | 812      |
| Souselo                   | 44,40 | 42,91 | 7,67  | 1,77 | 1 473    |
| Tarouquela                | 48,82 | 38,82 | 7,45  | 1,37 | 510      |
| Tendais                   | 35,25 | 47,12 | 10,76 | 1,30 | 539      |
| Travanca                  | 63,62 | 24,32 | 3,74  | 2,29 | 481      |
| Cinfães                   | 48,02 | 36,59 | 8,23  | 2,32 | 9 502    |

### Lamego
| Partido                 | Partido                        | Votos  | %               | +/-  |
| ----------------------- | ------------------------------ | ------ | --------------- | ---- |
|                         | Partido Socialista             | 6 521  | 43,83 / 100,00  | 1,89 |
|                         | Partido Social Democrata       | 5 713  | 38,40 / 100,00  | 2,78 |
|                         | Partido Popular                | 1 493  | 10,04 / 100,00  | 0,01 |
|                         | Coligação Democrática Unitária | 475    | 3,19 / 100,00   | 0,45 |
|                         | Bloco de Esquerda              | 170    | 1,14 / 100,00   | Novo |
|                         | Outros                         | 233    | 1,57 / 100,00   |      |
| Votos Inválidos         | Votos Inválidos                | 272    | 1,83 / 100,00   | 0,33 |
| Total                   | Total                          | 14 877 | 100,00 / 100,00 |      |
| Eleitorado/Participação | Eleitorado/Participação        | 25 310 | 58,78 / 100,00  | 4,19 |

| Freguesia                   | %                     | %                     | %                     | %                     | %                     | Votantes              |
| Freguesia                   | PS                    | PSD                   | PP                    | CDU                   | BE                    | Votantes              |
| --------------------------- | --------------------- | --------------------- | --------------------- | --------------------- | --------------------- | --------------------- |
| Avões                       | 40,38                 | 31,04                 | 2,20                  | 21,15                 | 0,55                  | 364                   |
| Bigorne                     | Votação não realizada | Votação não realizada | Votação não realizada | Votação não realizada | Votação não realizada | Votação não realizada |
| Britiande                   | 40,85                 | 46,15                 | 8,21                  | 1,37                  | 0,34                  | 585                   |
| Cambres                     | 59,91                 | 24,63                 | 6,47                  | 5,29                  | 0,63                  | 1 267                 |
| Cepões                      | 32,15                 | 52,34                 | 9,91                  | 1,31                  | 0,37                  | 535                   |
| Ferreirim                   | 46,91                 | 37,63                 | 9,28                  | 2,06                  | 0,52                  | 582                   |
| Ferreiros de Avões          | 35,31                 | 44,41                 | 14,34                 | 3,15                  | 0,35                  | 286                   |
| Figueira                    | 24,46                 | 46,78                 | 22,75                 | 2,58                  | 0                     | 233                   |
| Lalim                       | 45,95                 | 39,47                 | 9,11                  | 0,81                  | 0,40                  | 494                   |
| Lamego (Almacave)           | 42,97                 | 38,14                 | 10,35                 | 3,31                  | 1,91                  | 4 135                 |
| Lamego (Sé)                 | 41,78                 | 38,24                 | 11,95                 | 3,50                  | 1,77                  | 1 917                 |
| Magueija                    | 39,28                 | 39,68                 | 12,63                 | 3,01                  | 1,20                  | 499                   |
| Meijinhos                   | 15,94                 | 62,32                 | 14,49                 | 2,90                  | 0                     | 69                    |
| Melcões                     | 28,75                 | 57,50                 | 8,75                  | 2,50                  | 0                     | 80                    |
| Parada do Bispo             | 52,54                 | 33,05                 | 10,17                 | 1,69                  | 0                     | 118                   |
| Penajoia                    | 38,33                 | 40,45                 | 14,29                 | 1,41                  | 0,71                  | 707                   |
| Penude                      | 33,60                 | 52,44                 | 10,12                 | 0,93                  | 0,23                  | 860                   |
| Pretarouca                  | 36,36                 | 43,18                 | 6,82                  | 3,41                  | 3,41                  | 88                    |
| Samodães                    | 43,83                 | 41,98                 | 10,49                 | 1,85                  | 0                     | 162                   |
| Sande                       | 67,47                 | 20,21                 | 4,97                  | 2,23                  | 1,88                  | 584                   |
| Valdigem                    | 57,62                 | 30,13                 | 5,46                  | 1,32                  | 1,16                  | 604                   |
| Várzea de Abrunhais         | 57,09                 | 28,36                 | 9,70                  | 1,49                  | 0                     | 268                   |
| Vila Nova de Souto d'El-Rei | 26,82                 | 52,95                 | 13,86                 | 2,50                  | 0,68                  | 440                   |
| Lamego                      | 43,83                 | 38,40                 | 10,04                 | 3,19                  | 1,14                  | 14 877                |

### Mangualde
| Partido                 | Partido                        | Votos  | %               | +/-  |
| ----------------------- | ------------------------------ | ------ | --------------- | ---- |
|                         | Partido Social Democrata       | 4 692  | 43,87 / 100,00  | 2,64 |
|                         | Partido Socialista             | 4 323  | 40,42 / 100,00  | 3,43 |
|                         | Partido Popular                | 939    | 8,78 / 100,00   | 0,02 |
|                         | Coligação Democrática Unitária | 242    | 2,26 / 100,00   | 0,29 |
|                         | Bloco de Esquerda              | 116    | 1,08 / 100,00   | Novo |
|                         | Outros                         | 164    | 1,54 / 100,00   |      |
| Votos Inválidos         | Votos Inválidos                | 220    | 2,06 / 100,00   | 0,24 |
| Total                   | Total                          | 10 696 | 100,00 / 100,00 |      |
| Eleitorado/Participação | Eleitorado/Participação        | 18 737 | 57,08 / 100,00  | 5,11 |

| Freguesia               | %     | %     | %     | %    | %    | Votantes |
| Freguesia               | PSD   | PS    | PP    | CDU  | BE   | Votantes |
| ----------------------- | ----- | ----- | ----- | ---- | ---- | -------- |
| Abrunhosa-a-Velha       | 42,00 | 46,00 | 6,29  | 2,29 | 0    | 350      |
| Alcafache               | 40,80 | 44,64 | 8,62  | 2,30 | 1,15 | 522      |
| Chãs de Tavares         | 55,06 | 27,27 | 11,66 | 1,20 | 0,34 | 583      |
| Cunha Alta              | 27,72 | 58,42 | 8,91  | 1,98 | 1,98 | 101      |
| Cunha Baixa             | 51,79 | 28,46 | 13,22 | 2,18 | 0,62 | 643      |
| Espinho                 | 46,13 | 36,03 | 12,46 | 1,52 | 0,67 | 594      |
| Fornos de Maceira Dão   | 47,07 | 41,81 | 6,36  | 2,32 | 0,86 | 818      |
| Freixiosa               | 67,25 | 23,39 | 4,68  | 0    | 1,75 | 171      |
| Lobelhe do Mato         | 50,24 | 39,71 | 4,78  | 1,91 | 0    | 209      |
| Mangualde               | 39,45 | 43,96 | 8,39  | 2,82 | 1,62 | 4 254    |
| Mesquitela              | 37,64 | 42,63 | 10,20 | 4,08 | 1,81 | 441      |
| Moimenta de Maceira Dão | 41,53 | 43,99 | 9,84  | 0,27 | 0,55 | 366      |
| Póvoa de Cervães        | 56,60 | 27,04 | 9,43  | 1,26 | 0    | 159      |
| Quintela de Azurara     | 33,45 | 50,52 | 7,67  | 2,09 | 1,05 | 287      |
| Santiago de Cassurrães  | 46,88 | 39,13 | 6,52  | 2,45 | 0,54 | 736      |
| São João da Fresta      | 51,70 | 34,66 | 10,23 | 0,57 | 0,57 | 176      |
| Travanca de Tavares     | 55,68 | 25,00 | 14,77 | 0    | 1,14 | 88       |
| Várzea de Tavares       | 52,53 | 35,86 | 6,06  | 0,51 | 0    | 198      |
| Mangualde               | 43,87 | 40,42 | 8,78  | 2,26 | 1,08 | 10 696   |

### Moimenta da Beira
| Partido                 | Partido                        | Votos  | %               | +/-  |
| ----------------------- | ------------------------------ | ------ | --------------- | ---- |
|                         | Partido Social Democrata       | 2 418  | 41,73 / 100,00  | 0,75 |
|                         | Partido Socialista             | 2 187  | 37,75 / 100,00  | 1,09 |
|                         | Partido Popular                | 781    | 13,48 / 100,00  | 0,90 |
|                         | Coligação Democrática Unitária | 141    | 2,43 / 100,00   | 0,12 |
|                         | Outros                         | 150    | 2,59 / 100,00   |      |
| Votos Inválidos         | Votos Inválidos                | 117    | 2,02 / 100,00   | 0,06 |
| Total                   | Total                          | 5 794  | 100,00 / 100,00 |      |
| Eleitorado/Participação | Eleitorado/Participação        | 10 653 | 54,39 / 100,00  | 2,52 |

| Freguesia         | %     | %     | %     | %    | Votantes |
| Freguesia         | PSD   | PS    | PP    | CDU  | Votantes |
| ----------------- | ----- | ----- | ----- | ---- | -------- |
| Aldeia de Nacomba | 54,95 | 29,67 | 5,49  | 5,49 | 91       |
| Alvite            | 40,17 | 41,88 | 10,94 | 3,08 | 585      |
| Arcozelos         | 35,26 | 40,17 | 17,34 | 2,31 | 346      |
| Ariz              | 43,33 | 35,83 | 11,67 | 0,83 | 120      |
| Baldos            | 38,93 | 35,88 | 18,32 | 0    | 131      |
| Cabaços           | 38,12 | 39,46 | 14,35 | 0,90 | 223      |
| Caria             | 56,21 | 23,29 | 14,60 | 1,55 | 322      |
| Castelo           | 49,17 | 38,12 | 9,39  | 0    | 181      |
| Leomil            | 45,47 | 31,39 | 15,29 | 3,82 | 497      |
| Moimenta da Beira | 25,31 | 55,85 | 11,54 | 3,57 | 1 205    |
| Nagosa            | 45,45 | 23,08 | 27,27 | 2,10 | 143      |
| Paradinha         | 38,27 | 34,57 | 16,05 | 2,47 | 81       |
| Passô             | 27,73 | 41,18 | 18,49 | 3,78 | 238      |
| Pera Velha        | 59,73 | 14,77 | 16,11 | 1,34 | 149      |
| Peva              | 50,47 | 28,66 | 16,20 | 1,56 | 321      |
| Rua               | 42,11 | 40,17 | 9,70  | 3,05 | 361      |
| Sarzedo           | 52,38 | 31,43 | 7,62  | 2,86 | 105      |
| Segões            | 43,02 | 29,07 | 24,42 | 0    | 86       |
| Sever             | 62,79 | 19,27 | 12,96 | 1,33 | 301      |
| Vilar             | 57,14 | 29,55 | 9,09  | 0,32 | 308      |
| Moimenta da Beira | 41,73 | 37,75 | 13,48 | 2,43 | 5 794    |

### Mortágua
| Partido                 | Partido                        | Votos | %               | +/-  |
| ----------------------- | ------------------------------ | ----- | --------------- | ---- |
|                         | Partido Social Democrata       | 2 293 | 43,78 / 100,00  | 2,07 |
|                         | Partido Socialista             | 2 224 | 42,47 / 100,00  | 0,81 |
|                         | Partido Popular                | 289   | 5,52 / 100,00   | 0,25 |
|                         | Coligação Democrática Unitária | 135   | 2,58 / 100,00   | 0,24 |
|                         | Bloco de Esquerda              | 68    | 1,30 / 100,00   | Novo |
|                         | Outros                         | 89    | 1,69 / 100,00   |      |
| Votos Inválidos         | Votos Inválidos                | 139   | 2,66 / 100,00   | 0,09 |
| Total                   | Total                          | 5 237 | 100,00 / 100,00 |      |
| Eleitorado/Participação | Eleitorado/Participação        | 9 433 | 55,52 / 100,00  | 0,05 |

| Freguesia       | %     | %     | %    | %    | %    | Votantes |
| Freguesia       | PSD   | PS    | PP   | CDU  | BE   | Votantes |
| --------------- | ----- | ----- | ---- | ---- | ---- | -------- |
| Almaça          | 54,24 | 44,07 | 0    | 0    | 0    | 59       |
| Cercosa         | 40,43 | 52,77 | 2,55 | 1,28 | 0,43 | 235      |
| Cortegaça       | 42,13 | 49,75 | 0,51 | 0,51 | 0,51 | 197      |
| Espinho         | 57,36 | 33,13 | 3,83 | 1,38 | 0,61 | 652      |
| Marmeleira      | 28,77 | 58,25 | 2,81 | 4,56 | 2,11 | 285      |
| Mortágua        | 37,43 | 45,76 | 5,63 | 4,44 | 1,67 | 1 440    |
| Pala            | 55,25 | 32,43 | 5,25 | 1,99 | 1,45 | 552      |
| Sobral          | 49,73 | 33,24 | 8,97 | 1,65 | 1,19 | 1 092    |
| Trezoi          | 39,84 | 51,17 | 5,47 | 1,17 | 0    | 256      |
| Vale de Remígio | 29,42 | 55,86 | 5,76 | 2,77 | 2,35 | 469      |
| Mortágua        | 43,78 | 42,47 | 5,52 | 2,58 | 1,30 | 5 237    |

### Nelas
| Partido                 | Partido                        | Votos | %               | +/-  |
| ----------------------- | ------------------------------ | ----- | --------------- | ---- |
|                         | Partido Socialista             | 2 426 | 43,53 / 100,00  | 2,82 |
|                         | Partido Social Democrata       | 2 290 | 41,09 / 100,00  | 2,04 |
|                         | Partido Popular                | 471   | 8,45 / 100,00   | 0,62 |
|                         | Coligação Democrática Unitária | 106   | 1,90 / 100,00   | 0,10 |
|                         | Outros                         | 126   | 2,26 / 100,00   |      |
| Votos Inválidos         | Votos Inválidos                | 154   | 2,76 / 100,00   | 0,46 |
| Total                   | Total                          | 5 573 | 100,00 / 100,00 |      |
| Eleitorado/Participação | Eleitorado/Participação        | 9 566 | 58,26 / 100,00  | 4,22 |

| Freguesia         | %     | %     | %     | %    | Votantes |
| Freguesia         | PS    | PSD   | PP    | CDU  | Votantes |
| ----------------- | ----- | ----- | ----- | ---- | -------- |
| Aguieira          | 42,05 | 45,74 | 7,39  | 1,14 | 352      |
| Carvalhal Redondo | 51,77 | 34,64 | 7,26  | 1,49 | 537      |
| Lapa do Lobo      | 45,02 | 39,05 | 7,71  | 3,23 | 402      |
| Moreira           | 38,60 | 46,05 | 6,58  | 1,54 | 456      |
| Nelas             | 45,75 | 38,35 | 9,04  | 1,44 | 2 013    |
| Santar            | 52,38 | 33,79 | 5,84  | 2,76 | 651      |
| Senhorim          | 35,11 | 45,48 | 12,74 | 2,96 | 675      |
| Vilar Seco        | 29,57 | 56,88 | 8,01  | 1,44 | 487      |
| Nelas             | 43,53 | 41,09 | 8,45  | 1,90 | 5 573    |

### Oliveira de Frades
| Partido                 | Partido                        | Votos | %               | +/-  |
| ----------------------- | ------------------------------ | ----- | --------------- | ---- |
|                         | Partido Social Democrata       | 2 695 | 49,34 / 100,00  | 1,08 |
|                         | Partido Socialista             | 1 699 | 31,11 / 100,00  | 1,83 |
|                         | Partido Popular                | 723   | 13,24 / 100,00  | 2,17 |
|                         | Coligação Democrática Unitária | 106   | 1,94 / 100,00   | 0,29 |
|                         | Outros                         | 138   | 2,53 / 100,00   |      |
| Votos Inválidos         | Votos Inválidos                | 101   | 1,85 / 100,00   | 0,36 |
| Total                   | Total                          | 5 462 | 100,00 / 100,00 |      |
| Eleitorado/Participação | Eleitorado/Participação        | 8 729 | 62,57 / 100,00  | 7,28 |

| Freguesia             | %     | %     | %     | %    | Votantes |
| Freguesia             | PSD   | PS    | PP    | CDU  | Votantes |
| --------------------- | ----- | ----- | ----- | ---- | -------- |
| Arca                  | 58,90 | 23,74 | 10,05 | 4,11 | 219      |
| Arcozelo das Maias    | 51,64 | 25,88 | 14,87 | 2,81 | 854      |
| Destriz               | 39,07 | 42,33 | 12,56 | 0,93 | 215      |
| Oliveira de Frades    | 45,57 | 33,03 | 14,06 | 2,42 | 1 117    |
| Pinheiro              | 48,52 | 30,61 | 15,37 | 0,99 | 709      |
| Reigoso               | 47,89 | 27,89 | 18,95 | 2,63 | 190      |
| Ribeiradio            | 49,84 | 33,96 | 10,75 | 1,40 | 642      |
| São João da Serra     | 44,64 | 37,20 | 11,01 | 2,68 | 336      |
| São Vicente de Lafões | 52,93 | 31,53 | 11,26 | 0,90 | 444      |
| Sejães                | 57,14 | 35,37 | 5,44  | 0    | 147      |
| Souto de Lafões       | 43,73 | 36,15 | 12,83 | 1,46 | 343      |
| Varzielas             | 64,23 | 15,04 | 15,04 | 2,03 | 246      |
| Oliveira de Frades    | 49,34 | 31,11 | 13,24 | 1,94 | 5 462    |

### Penalva do Castelo
| Partido                 | Partido                        | Votos | %               | +/-  |
| ----------------------- | ------------------------------ | ----- | --------------- | ---- |
|                         | Partido Social Democrata       | 2 171 | 45,63 / 100,00  | 0,34 |
|                         | Partido Socialista             | 1 794 | 37,70 / 100,00  | 0,66 |
|                         | Partido Popular                | 472   | 9,92 / 100,00   | 0,37 |
|                         | Coligação Democrática Unitária | 90    | 1,89 / 100,00   | 0,67 |
|                         | Outros                         | 130   | 2,73 / 100,00   |      |
| Votos Inválidos         | Votos Inválidos                | 101   | 2,12 / 100,00   | 0,28 |
| Total                   | Total                          | 4 758 | 100,00 / 100,00 |      |
| Eleitorado/Participação | Eleitorado/Participação        | 8 409 | 56,58 / 100,00  | 2,51 |

| Freguesia           | %     | %     | %     | %    | Votantes |
| Freguesia           | PSD   | PS    | PP    | CDU  | Votantes |
| ------------------- | ----- | ----- | ----- | ---- | -------- |
| Antas               | 67,18 | 18,46 | 11,28 | 1,03 | 195      |
| Castelo de Penalva  | 51,75 | 30,72 | 11,34 | 0,62 | 485      |
| Esmolfe             | 52,23 | 26,46 | 14,78 | 1,37 | 291      |
| Germil              | 42,86 | 35,14 | 14,29 | 2,32 | 259      |
| Ínsua               | 37,16 | 47,56 | 6,93  | 2,76 | 1 125    |
| Lusinde             | 50,00 | 29,69 | 10,16 | 2,34 | 128      |
| Mareco              | 54,08 | 30,61 | 8,16  | 2,04 | 98       |
| Matela              | 61,15 | 22,29 | 12,74 | 0,64 | 157      |
| Pindo               | 46,33 | 37,85 | 9,13  | 2,64 | 1 062    |
| Real                | 43,46 | 31,94 | 16,75 | 2,09 | 191      |
| Sezures             | 44,28 | 41,79 | 8,71  | 0,75 | 402      |
| Trancozelos         | 28,57 | 61,38 | 2,65  | 0,53 | 189      |
| Vila Cova do Covelo | 50,00 | 31,82 | 15,34 | 1,14 | 176      |
| Penalva do Castelo  | 45,63 | 37,70 | 9,92  | 1,89 | 4 758    |

### Penedono
| Partido                 | Partido                        | Votos | %               | +/-  |
| ----------------------- | ------------------------------ | ----- | --------------- | ---- |
|                         | Partido Social Democrata       | 819   | 46,01 / 100,00  | 0,46 |
|                         | Partido Socialista             | 699   | 39,27 / 100,00  | 2,94 |
|                         | Partido Popular                | 121   | 6,80 / 100,00   | 0,53 |
|                         | Coligação Democrática Unitária | 49    | 2,75 / 100,00   | 0,34 |
|                         | PCTP/MRPP                      | 18    | 1,01 / 100,00   | 0,09 |
|                         | Outros                         | 42    | 2,37 / 100,00   |      |
| Votos Inválidos         | Votos Inválidos                | 32    | 1,80 / 100,00   | 1,95 |
| Total                   | Total                          | 1 780 | 100,00 / 100,00 |      |
| Eleitorado/Participação | Eleitorado/Participação        | 3 249 | 54,79 / 100,00  | 0,45 |

| Freguesia       | %     | %     | %     | %     | %    | Votantes |
| Freguesia       | PSD   | PS    | PP    | CDU   | PCTP | Votantes |
| --------------- | ----- | ----- | ----- | ----- | ---- | -------- |
| Antas           | 38,99 | 46,54 | 8,81  | 3,77  | 0,63 | 159      |
| Beselga         | 43,08 | 37,44 | 12,82 | 0     | 1,54 | 195      |
| Castainço       | 29,51 | 57,38 | 9,02  | 0,82  | 0    | 122      |
| Granja          | 41,41 | 33,33 | 8,08  | 11,11 | 4,04 | 99       |
| Ourozinho       | 61,90 | 30,16 | 1,59  | 0,79  | 0    | 126      |
| Penedono        | 37,53 | 47,97 | 4,90  | 3,20  | 0,85 | 469      |
| Penela da Beira | 49,32 | 36,20 | 5,88  | 3,62  | 0,45 | 221      |
| Póvoa de Penela | 46,55 | 36,21 | 8,05  | 2,87  | 2,87 | 174      |
| Souto           | 70,70 | 20,00 | 5,12  | 0,93  | 0    | 215      |
| Penedono        | 46,01 | 39,27 | 6,80  | 2,75  | 1,01 | 1 780    |

### Resende
| Partido                 | Partido                        | Votos  | %               | +/-  |
| ----------------------- | ------------------------------ | ------ | --------------- | ---- |
|                         | Partido Socialista             | 3 175  | 46,22 / 100,00  | 4,79 |
|                         | Partido Social Democrata       | 2 856  | 41,57 / 100,00  | 3,34 |
|                         | Partido Popular                | 454    | 6,61 / 100,00   | 0,01 |
|                         | Coligação Democrática Unitária | 102    | 1,48 / 100,00   | 0,08 |
|                         | Outros                         | 152    | 2,22 / 100,00   |      |
| Votos Inválidos         | Votos Inválidos                | 131    | 1,91 / 100,00   | 1,04 |
| Total                   | Total                          | 6 870  | 100,00 / 100,00 |      |
| Eleitorado/Participação | Eleitorado/Participação        | 11 631 | 59,07 / 100,00  | 0,91 |

| Freguesia              | %     | %     | %     | %    | Votantes |
| Freguesia              | PS    | PSD   | PP    | CDU  | Votantes |
| ---------------------- | ----- | ----- | ----- | ---- | -------- |
| Anreade                | 63,95 | 28,04 | 4,01  | 1,04 | 674      |
| Barrô                  | 39,96 | 47,08 | 7,56  | 1,08 | 463      |
| Cárquere               | 42,31 | 44,13 | 7,89  | 2,43 | 494      |
| Feirão                 | 17,78 | 50,00 | 8,89  | 0    | 90       |
| Felgueiras             | 53,81 | 33,81 | 6,67  | 0,48 | 210      |
| Freigil                | 59,94 | 32,69 | 2,24  | 0,96 | 312      |
| Miomães                | 57,60 | 30,40 | 4,80  | 1,20 | 250      |
| Ovadas                 | 28,33 | 59,17 | 7,50  | 0,83 | 240      |
| Panchorra              | 23,40 | 61,70 | 11,35 | 0    | 141      |
| Paus                   | 32,35 | 52,55 | 8,60  | 0,96 | 314      |
| Resende                | 52,55 | 34,01 | 7,07  | 2,87 | 1 570    |
| São Cipriano           | 37,71 | 50,42 | 5,00  | 0,63 | 480      |
| São João de Fontoura   | 44,37 | 43,07 | 8,66  | 1,08 | 462      |
| São Martinho de Mouros | 33,87 | 53,09 | 7,78  | 1,03 | 874      |
| São Romão de Aregos    | 57,77 | 35,14 | 2,70  | 1,35 | 296      |
| Resende                | 46,22 | 41,57 | 6,61  | 1,48 | 6 870    |

### Santa Comba Dão
| Partido                 | Partido                        | Votos  | %               | +/-  |
| ----------------------- | ------------------------------ | ------ | --------------- | ---- |
|                         | Partido Social Democrata       | 3 157  | 45,73 / 100,00  | 5,16 |
|                         | Partido Socialista             | 2 691  | 38,98 / 100,00  | 4,71 |
|                         | Partido Popular                | 554    | 8,02 / 100,00   | 0,66 |
|                         | Coligação Democrática Unitária | 106    | 1,54 / 100,00   | 0,27 |
|                         | Bloco de Esquerda              | 103    | 1,49 / 100,00   | Novo |
|                         | Outros                         | 100    | 1,46 / 100,00   |      |
| Votos Inválidos         | Votos Inválidos                | 193    | 2,80 / 100,00   | 0,25 |
| Total                   | Total                          | 6 904  | 100,00 / 100,00 |      |
| Eleitorado/Participação | Eleitorado/Participação        | 11 245 | 61,40 / 100,00  | 1,84 |

| Freguesia          | %     | %     | %    | %    | %    | Votantes |
| Freguesia          | PSD   | PS    | PP   | CDU  | BE   | Votantes |
| ------------------ | ----- | ----- | ---- | ---- | ---- | -------- |
| Couto do Mosteiro  | 51,60 | 32,99 | 8,34 | 1,03 | 2,05 | 779      |
| Nagozela           | 55,70 | 29,75 | 5,70 | 1,27 | 5,06 | 316      |
| Óvoa               | 50,62 | 34,87 | 8,50 | 0,53 | 1,42 | 565      |
| Pinheiro de Ázere  | 41,49 | 44,74 | 5,73 | 2,32 | 0,93 | 646      |
| Santa Comba Dão    | 39,55 | 44,21 | 7,65 | 1,61 | 2,03 | 1 674    |
| São Joaninho       | 50,84 | 34,68 | 9,61 | 0,84 | 1,25 | 718      |
| São João de Areias | 49,28 | 35,50 | 9,19 | 1,80 | 0,99 | 1 110    |
| Treixedo           | 41,88 | 44,22 | 5,96 | 1,99 | 0    | 554      |
| Vimieiro           | 40,41 | 41,70 | 9,96 | 2,21 | 0,55 | 542      |
| Santa Comba Dão    | 45,73 | 38,98 | 8,02 | 1,54 | 1,49 | 6 904    |

### São João da Pesqueira
| Partido                 | Partido                        | Votos | %               | +/-  |
| ----------------------- | ------------------------------ | ----- | --------------- | ---- |
|                         | Partido Social Democrata       | 1 659 | 43,37 / 100,00  | 1,70 |
|                         | Partido Socialista             | 1 566 | 40,94 / 100,00  | 0,54 |
|                         | Partido Popular                | 316   | 8,26 / 100,00   | 2,63 |
|                         | Coligação Democrática Unitária | 90    | 2,35 / 100,00   | 0,17 |
|                         | Outros                         | 122   | 3,20 / 100,00   |      |
| Votos Inválidos         | Votos Inválidos                | 72    | 1,89 / 100,00   | 0,15 |
| Total                   | Total                          | 3 825 | 100,00 / 100,00 |      |
| Eleitorado/Participação | Eleitorado/Participação        | 7 861 | 48,66 / 100,00  | 6,32 |

| Freguesia             | %     | %     | %     | %    | Votantes |
| Freguesia             | PSD   | PS    | PP    | CDU  | Votantes |
| --------------------- | ----- | ----- | ----- | ---- | -------- |
| Castanheiro do Sul    | 48,84 | 40,20 | 4,98  | 0,66 | 301      |
| Ervedosa do Douro     | 43,58 | 43,40 | 7,23  | 0,54 | 553      |
| Espinhosa             | 43,66 | 38,03 | 5,63  | 7,04 | 71       |
| Nagozelo do Douro     | 47,33 | 38,33 | 9,00  | 0,67 | 300      |
| Paredes da Beira      | 46,95 | 33,69 | 13,98 | 0,72 | 279      |
| Pereiros              | 69,74 | 14,47 | 10,53 | 0    | 76       |
| Riodades              | 38,01 | 53,51 | 5,90  | 0,74 | 271      |
| São João da Pesqueira | 38,37 | 41,51 | 8,42  | 6,42 | 701      |
| Soutelo do Douro      | 45,62 | 44,11 | 4,23  | 1,51 | 331      |
| Trevões               | 32,78 | 41,47 | 14,72 | 4,35 | 299      |
| Vale de Figueira      | 35,35 | 46,05 | 10,23 | 2,33 | 215      |
| Valongo dos Azeites   | 44,96 | 39,53 | 5,43  | 1,55 | 129      |
| Várzea de Trevões     | 47,32 | 44,64 | 5,36  | 0    | 112      |
| Vilarouco             | 44,92 | 39,57 | 8,02  | 2,14 | 187      |
| São João da Pesqueira | 43,37 | 40,94 | 8,26  | 2,35 | 3 825    |

### São Pedro do Sul
| Partido                 | Partido                        | Votos  | %               | +/-  |
| ----------------------- | ------------------------------ | ------ | --------------- | ---- |
|                         | Partido Socialista             | 4 294  | 42,69 / 100,00  | 0,15 |
|                         | Partido Social Democrata       | 4 040  | 40,17 / 100,00  | 1,56 |
|                         | Partido Popular                | 832    | 8,27 / 100,00   | 0,37 |
|                         | Coligação Democrática Unitária | 390    | 3,88 / 100,00   | 1,06 |
|                         | Outros                         | 278    | 2,77 / 100,00   |      |
| Votos Inválidos         | Votos Inválidos                | 224    | 2,22 / 100,00   | 0,20 |
| Total                   | Total                          | 10 058 | 100,00 / 100,00 |      |
| Eleitorado/Participação | Eleitorado/Participação        | 17 018 | 59,10 / 100,00  | 3,28 |

| Freguesia               | %     | %     | %     | %    | Votantes |
| Freguesia               | PS    | PSD   | PP    | CDU  | Votantes |
| ----------------------- | ----- | ----- | ----- | ---- | -------- |
| Baiões                  | 48,88 | 34,98 | 6,28  | 8,07 | 223      |
| Bordonhos               | 44,98 | 42,07 | 5,83  | 2,91 | 309      |
| Candal                  | 50,60 | 30,12 | 4,82  | 3,61 | 83       |
| Carvalhais              | 39,98 | 44,65 | 7,63  | 2,58 | 813      |
| Covas do Rio            | 55,48 | 33,56 | 2,74  | 1,37 | 146      |
| Figueiredo de Alva      | 32,49 | 48,09 | 8,35  | 5,99 | 551      |
| Manhouce                | 45,72 | 33,42 | 10,96 | 2,94 | 374      |
| Pindelo dos Milagres    | 29,20 | 54,27 | 11,02 | 1,38 | 363      |
| Pinho                   | 33,01 | 44,40 | 17,57 | 1,74 | 518      |
| Santa Cruz da Trapa     | 47,47 | 36,19 | 8,69  | 2,59 | 771      |
| São Cristóvão de Lafões | 29,10 | 63,43 | 3,73  | 0    | 134      |
| São Félix               | 50,93 | 29,17 | 12,04 | 2,31 | 216      |
| São Martinho das Moitas | 51,64 | 36,48 | 3,69  | 2,46 | 244      |
| São Pedro do Sul        | 44,84 | 35,42 | 7,36  | 6,71 | 1 996    |
| Serrazes                | 50,89 | 33,82 | 8,70  | 2,42 | 621      |
| Sul                     | 47,39 | 37,06 | 6,09  | 3,48 | 804      |
| Valadares               | 34,02 | 50,79 | 9,65  | 2,22 | 632      |
| Várzea                  | 49,01 | 35,64 | 5,45  | 5,45 | 606      |
| Vila Maior              | 34,56 | 47,40 | 9,33  | 3,67 | 654      |
| São Pedro do Sul        | 42,69 | 40,17 | 8,27  | 3,88 | 10 058   |

### Sátão
| Partido                 | Partido                  | Votos  | %               | +/-  |
| ----------------------- | ------------------------ | ------ | --------------- | ---- |
|                         | Partido Social Democrata | 3 335  | 48,22 / 100,00  | 0,39 |
|                         | Partido Socialista       | 2 168  | 31,35 / 100,00  | 1,07 |
|                         | Partido Popular          | 1 063  | 15,37 / 100,00  | 1,40 |
|                         | Outros                   | 198    | 2,87 / 100,00   |      |
| Votos Inválidos         | Votos Inválidos          | 152    | 2,19 / 100,00   | 0,15 |
| Total                   | Total                    | 6 916  | 100,00 / 100,00 |      |
| Eleitorado/Participação | Eleitorado/Participação  | 11 605 | 59,60 / 100,00  | 0,55 |

| Freguesia              | %     | %     | %     | Votantes |
| Freguesia              | PSD   | PS    | PP    | Votantes |
| ---------------------- | ----- | ----- | ----- | -------- |
| Águas Boas             | 42,86 | 41,21 | 9,34  | 182      |
| Avelal                 | 44,33 | 24,33 | 27,67 | 300      |
| Decermilo              | 58,73 | 14,29 | 19,05 | 126      |
| Ferreira de Aves       | 52,49 | 24,52 | 18,77 | 1 566    |
| Forles                 | 40,26 | 28,57 | 22,08 | 77       |
| Mioma                  | 47,25 | 37,46 | 11,68 | 582      |
| Rio de Moinhos         | 44,48 | 37,91 | 13,13 | 670      |
| Romãs                  | 44,46 | 35,42 | 12,55 | 542      |
| São Miguel de Vila Boa | 50,00 | 30,88 | 13,82 | 680      |
| Sátão                  | 48,28 | 34,50 | 11,33 | 1 713    |
| Silvã de Cima          | 45,87 | 22,63 | 27,22 | 327      |
| Vila Longa             | 43,71 | 37,75 | 17,88 | 151      |
| Sátão                  | 48,22 | 31,35 | 15,37 | 6 916    |

### Sernancelhe
| Partido                 | Partido                  | Votos | %               | +/-  |
| ----------------------- | ------------------------ | ----- | --------------- | ---- |
|                         | Partido Social Democrata | 1 556 | 43,91 / 100,00  | 0,71 |
|                         | Partido Socialista       | 1 173 | 33,10 / 100,00  | 1,68 |
|                         | Partido Popular          | 652   | 18,40 / 100,00  | 1,98 |
|                         | Outros                   | 102   | 2,87 / 100,00   |      |
| Votos Inválidos         | Votos Inválidos          | 61    | 1,72 / 100,00   | 0,68 |
| Total                   | Total                    | 3 544 | 100,00 / 100,00 |      |
| Eleitorado/Participação | Eleitorado/Participação  | 6 220 | 56,98 / 100,00  | 4,45 |

| Freguesia     | %     | %     | %     | Votantes |
| Freguesia     | PSD   | PS    | PP    | Votantes |
| ------------- | ----- | ----- | ----- | -------- |
| Arnas         | 60,95 | 13,02 | 23,08 | 169      |
| Carregal      | 56,41 | 20,19 | 18,59 | 312      |
| Chosendo      | 34,27 | 37,06 | 23,08 | 143      |
| Cunha         | 46,04 | 30,69 | 19,80 | 202      |
| Escurquela    | 31,31 | 61,62 | 6,06  | 99       |
| Faia          | 51,00 | 36,00 | 10,00 | 100      |
| Ferreirim     | 43,14 | 40,85 | 11,44 | 306      |
| Fonte Arcada  | 49,24 | 24,37 | 22,34 | 197      |
| Freixinho     | 48,04 | 37,25 | 12,75 | 102      |
| Granjal       | 40,80 | 43,68 | 8,05  | 174      |
| Lamosa        | 57,35 | 24,26 | 14,71 | 136      |
| Macieira      | 55,17 | 27,59 | 11,49 | 87       |
| Penso         | 50,33 | 33,77 | 10,60 | 151      |
| Quintela      | 39,30 | 28,86 | 27,86 | 201      |
| Sarzeda       | 46,54 | 29,87 | 17,61 | 318      |
| Sernancelhe   | 37,86 | 41,77 | 15,79 | 589      |
| Vila da Ponte | 26,36 | 31,78 | 36,05 | 258      |
| Sernancelhe   | 43,91 | 33,10 | 18,40 | 3 544    |

### Tabuaço
| Partido                 | Partido                        | Votos | %               | +/-  |
| ----------------------- | ------------------------------ | ----- | --------------- | ---- |
|                         | Partido Social Democrata       | 1 651 | 43,32 / 100,00  | 1,01 |
|                         | Partido Socialista             | 1 316 | 34,53 / 100,00  | 0,62 |
|                         | Partido Popular                | 621   | 16,29 / 100,00  | 1,17 |
|                         | Coligação Democrática Unitária | 44    | 1,15 / 100,00   | 0,13 |
|                         | Outros                         | 103   | 2,69 / 100,00   |      |
| Votos Inválidos         | Votos Inválidos                | 76    | 1,99 / 100,00   | 0,41 |
| Total                   | Total                          | 3 811 | 100,00 / 100,00 |      |
| Eleitorado/Participação | Eleitorado/Participação        | 6 505 | 58,59 / 100,00  | 4,49 |

| Freguesia        | %     | %     | %     | %    | Votantes |
| Freguesia        | PSD   | PS    | PP    | CDU  | Votantes |
| ---------------- | ----- | ----- | ----- | ---- | -------- |
| Adorigo          | 45,41 | 27,52 | 24,31 | 0,92 | 218      |
| Arcos            | 53,85 | 28,21 | 9,40  | 0,85 | 117      |
| Barcos           | 26,42 | 30,19 | 33,33 | 4,72 | 318      |
| Chavães          | 38,14 | 35,05 | 17,01 | 1,55 | 194      |
| Desejosa         | 47,12 | 30,77 | 15,38 | 0,96 | 104      |
| Granja do Tedo   | 69,54 | 11,68 | 15,23 | 0    | 197      |
| Granjinha        | 48,00 | 28,00 | 20,00 | 2,00 | 50       |
| Longra           | 67,17 | 17,68 | 9,60  | 0,51 | 198      |
| Paradela         | 41,24 | 26,80 | 23,71 | 0    | 97       |
| Pereiro          | 51,46 | 31,07 | 9,71  | 4,85 | 103      |
| Pinheiros        | 55,91 | 15,75 | 23,62 | 0,79 | 127      |
| Santa Leocádia   | 43,16 | 30,53 | 15,79 | 1,05 | 95       |
| Sendim           | 37,77 | 46,97 | 9,00  | 0,59 | 511      |
| Tabuaço          | 36,76 | 42,78 | 15,54 | 0,98 | 914      |
| Távora           | 45,13 | 37,17 | 12,39 | 0,44 | 226      |
| Vale de Figueira | 55,17 | 14,94 | 28,74 | 0    | 87       |
| Valença do Douro | 40,78 | 47,06 | 9,41  | 0,39 | 255      |
| Tabuaço          | 43,32 | 34,53 | 16,29 | 1,15 | 3 811    |

### Tarouca
| Partido                 | Partido                        | Votos | %               | +/-   |
| ----------------------- | ------------------------------ | ----- | --------------- | ----- |
|                         | Partido Socialista             | 1 645 | 44,59 / 100,00  | 10,07 |
|                         | Partido Social Democrata       | 1 433 | 38,85 / 100,00  | 5,45  |
|                         | Partido Popular                | 353   | 9,57 / 100,00   | 2,80  |
|                         | Coligação Democrática Unitária | 94    | 2,55 / 100,00   | 0,85  |
|                         | Outros                         | 98    | 2,65 / 100,00   |       |
| Votos Inválidos         | Votos Inválidos                | 66    | 1,79 / 100,00   | 0,77  |
| Total                   | Total                          | 3 689 | 100,00 / 100,00 |       |
| Eleitorado/Participação | Eleitorado/Participação        | 7 136 | 51,70 / 100,00  | 2,07  |

| Freguesia           | %     | %     | %     | %    | Votantes |
| Freguesia           | PS    | PSD   | PP    | CDU  | Votantes |
| ------------------- | ----- | ----- | ----- | ---- | -------- |
| Dálvares            | 50,00 | 39,64 | 6,07  | 2,14 | 280      |
| Gouviães            | 41,77 | 44,30 | 6,75  | 1,69 | 237      |
| Granja Nova         | 56,49 | 24,69 | 10,88 | 2,09 | 239      |
| Mondim da Beira     | 42,52 | 35,19 | 10,26 | 7,04 | 341      |
| Salzedas            | 30,66 | 42,69 | 15,47 | 4,01 | 349      |
| São João de Tarouca | 46,22 | 38,85 | 10,00 | 1,35 | 370      |
| Tarouca             | 49,68 | 37,20 | 7,66  | 1,42 | 1 266    |
| Ucanha              | 46,89 | 39,42 | 7,05  | 4,98 | 241      |
| Várzea da Serra     | 33,33 | 48,78 | 11,38 | 0,41 | 246      |
| Vila Chã da Beira   | 20,00 | 50,00 | 21,67 | 4,17 | 120      |
| Tarouca             | 44,59 | 38,85 | 9,57  | 2,55 | 3 689    |

### Tondela
| Partido                 | Partido                        | Votos  | %               | +/-     |
| ----------------------- | ------------------------------ | ------ | --------------- | ------- |
|                         | Partido Social Democrata       | 8 734  | 48,79 / 100,00  | 0,57    |
|                         | Partido Socialista             | 5 901  | 32,96 / 100,00  | 0,56    |
|                         | Partido Popular                | 2 057  | 11,49 / 100,00  | 2,26    |
|                         | Coligação Democrática Unitária | 336    | 1,88 / 100,00   | 0,30    |
|                         | Bloco de Esquerda              | 197    | 1,10 / 100,00   | Novo    |
|                         | Outros                         | 263    | 1,47 / 100,00   |         |
| Votos Inválidos         | Votos Inválidos                | 414    | 2,31 / 100,00   | Estável |
| Total                   | Total                          | 17 902 | 100,00 / 100,00 |         |
| Eleitorado/Participação | Eleitorado/Participação        | 28 927 | 61,89 / 100,00  | 1,96    |

| Freguesia             | %     | %     | %     | %    | %    | Votantes |
| Freguesia             | PSD   | PS    | PP    | CDU  | BE   | Votantes |
| --------------------- | ----- | ----- | ----- | ---- | ---- | -------- |
| Barreiro de Besteiros | 70,16 | 13,97 | 11,50 | 0,73 | 0,73 | 687      |
| Campo de Besteiros    | 39,68 | 37,00 | 15,26 | 2,56 | 0,98 | 819      |
| Canas de Santa Maria  | 44,06 | 37,05 | 11,71 | 3,23 | 0,65 | 1 085    |
| Caparrosa             | 58,15 | 31,60 | 5,88  | 0,67 | 0,34 | 595      |
| Castelões             | 53,29 | 25,19 | 15,13 | 1,50 | 1,32 | 1 064    |
| Dardavaz              | 63,21 | 19,17 | 14,16 | 0,52 | 0,69 | 579      |
| Ferreirós do Dão      | 57,73 | 29,09 | 4,09  | 2,73 | 1,36 | 220      |
| Guardão               | 41,86 | 39,61 | 7,88  | 5,12 | 0,92 | 977      |
| Lajeosa do Dão        | 46,65 | 29,05 | 18,05 | 1,67 | 1,14 | 1 136    |
| Lobão da Beira        | 45,03 | 33,81 | 14,35 | 0,99 | 0,99 | 704      |
| Molelos               | 35,68 | 53,21 | 5,41  | 1,35 | 0,71 | 1 404    |
| Mosteirinho           | 71,54 | 17,07 | 4,07  | 4,07 | 0    | 123      |
| Mosteiro de Fráguas   | 50,23 | 26,58 | 17,79 | 0,45 | 1,13 | 444      |
| Mouraz                | 53,80 | 32,51 | 7,10  | 1,49 | 1,32 | 606      |
| Nandufe               | 51,18 | 33,96 | 8,73  | 1,89 | 0,94 | 424      |
| Parada de Gonta       | 64,09 | 19,69 | 7,53  | 1,35 | 0,97 | 518      |
| Sabugosa              | 34,27 | 42,71 | 18,41 | 2,30 | 0,51 | 391      |
| Santiago de Besteiros | 46,86 | 28,86 | 18,00 | 2,66 | 0,36 | 828      |
| São João do Monte     | 52,94 | 30,56 | 12,25 | 1,96 | 0    | 612      |
| São Miguel do Outeiro | 34,08 | 48,69 | 9,18  | 3,00 | 0,75 | 534      |
| Silvares              | 65,31 | 25,85 | 6,12  | 0,68 | 0    | 147      |
| Tonda                 | 45,54 | 34,36 | 13,78 | 0,97 | 1,30 | 617      |
| Tondela               | 45,93 | 35,62 | 9,52  | 1,96 | 2,85 | 2 038    |
| Tourigo               | 63,75 | 22,87 | 8,76  | 0,49 | 1,22 | 411      |
| Vila Nova da Rainha   | 56,48 | 26,54 | 10,19 | 0,31 | 0,62 | 324      |
| Vilar de Besteiros    | 51,06 | 28,62 | 12,20 | 1,79 | 1,79 | 615      |
| Tondela               | 48,79 | 32,96 | 11,49 | 1,88 | 1,10 | 17 902   |

### Vila Nova de Paiva
| Partido                 | Partido                        | Votos | %               | +/-  |
| ----------------------- | ------------------------------ | ----- | --------------- | ---- |
|                         | Partido Social Democrata       | 1 232 | 40,42 / 100,00  | 7,15 |
|                         | Partido Socialista             | 1 027 | 33,69 / 100,00  | 8,64 |
|                         | Partido Popular                | 596   | 19,55 / 100,00  | 1,50 |
|                         | Coligação Democrática Unitária | 37    | 1,21 / 100,00   | 0,21 |
|                         | Outros                         | 81    | 2,66 / 100,00   |      |
| Votos Inválidos         | Votos Inválidos                | 75    | 2,46 / 100,00   | 0,19 |
| Total                   | Total                          | 3 048 | 100,00 / 100,00 |      |
| Eleitorado/Participação | Eleitorado/Participação        | 5 453 | 55,90 / 100,00  | 1,91 |

| Freguesia             | %     | %     | %     | %    | Votantes |
| Freguesia             | PSD   | PS    | PP    | CDU  | Votantes |
| --------------------- | ----- | ----- | ----- | ---- | -------- |
| Alhais                | 32,67 | 47,00 | 15,33 | 0,67 | 300      |
| Fráguas               | 40,53 | 36,56 | 16,30 | 1,32 | 227      |
| Pendilhe              | 26,59 | 40,18 | 25,08 | 1,51 | 331      |
| Queiriga              | 45,40 | 36,82 | 11,51 | 1,05 | 478      |
| Touro                 | 38,63 | 31,99 | 24,95 | 0,80 | 497      |
| Vila Cova à Coelheira | 44,06 | 21,07 | 28,74 | 0,57 | 522      |
| Vila Nova de Paiva    | 45,45 | 32,47 | 14,57 | 2,16 | 693      |
| Vila Nova de Paiva    | 40,42 | 33,69 | 19,55 | 1,21 | 3 048    |

### Viseu
| Partido                 | Partido                        | Votos  | %               | +/-  |
| ----------------------- | ------------------------------ | ------ | --------------- | ---- |
|                         | Partido Social Democrata       | 21 431 | 44,10 / 100,00  | 3,05 |
|                         | Partido Socialista             | 17 908 | 36,85 / 100,00  | 4,00 |
|                         | Partido Popular                | 5 441  | 11,20 / 100,00  | 1,96 |
|                         | Coligação Democrática Unitária | 1 143  | 2,35 / 100,00   | 0,79 |
|                         | Bloco de Esquerda              | 1 012  | 2,08 / 100,00   | Novo |
|                         | Outros                         | 659    | 1,35 / 100,00   |      |
| Votos Inválidos         | Votos Inválidos                | 1 003  | 2,07 / 100,00   | 0,16 |
| Total                   | Total                          | 48 597 | 100,00 / 100,00 |      |
| Eleitorado/Participação | Eleitorado/Participação        | 78 145 | 62,19 / 100,00  | 2,98 |

| Freguesia                    | %     | %     | %     | %    | %    | Votantes |
| Freguesia                    | PSD   | PS    | PP    | CDU  | BE   | Votantes |
| ---------------------------- | ----- | ----- | ----- | ---- | ---- | -------- |
| Abraveses                    | 42,22 | 39,18 | 9,07  | 2,91 | 2,80 | 3 716    |
| Barreiros                    | 41,67 | 36,76 | 15,69 | 1,96 | 0,49 | 204      |
| Boa Aldeia                   | 46,60 | 41,10 | 6,81  | 1,05 | 1,05 | 382      |
| Bodiosa                      | 56,48 | 23,79 | 14,43 | 1,24 | 0,90 | 1 774    |
| Calde                        | 49,94 | 32,62 | 12,82 | 0,90 | 0,90 | 889      |
| Campo                        | 53,53 | 30,12 | 10,32 | 1,28 | 0,99 | 2 025    |
| Cavernães                    | 48,83 | 34,71 | 11,39 | 0,96 | 1,65 | 729      |
| Cepões                       | 52,62 | 27,53 | 14,47 | 1,02 | 0,26 | 781      |
| Cota                         | 44,40 | 33,08 | 15,47 | 0,50 | 0,88 | 795      |
| Couto de Baixo               | 50,36 | 37,17 | 7,19  | 2,88 | 0    | 417      |
| Couto de Cima                | 50,65 | 34,95 | 9,72  | 1,87 | 0,93 | 535      |
| Fail                         | 57,23 | 27,75 | 8,09  | 2,02 | 0,58 | 346      |
| Farminhão                    | 42,88 | 45,92 | 4,55  | 2,47 | 0,38 | 527      |
| Fragosela                    | 41,34 | 44,43 | 8,66  | 1,96 | 0,93 | 970      |
| Lordosa                      | 47,78 | 30,65 | 15,63 | 1,81 | 1,01 | 992      |
| Mundão                       | 46,94 | 36,67 | 7,80  | 3,12 | 1,04 | 769      |
| Orgens                       | 40,33 | 41,89 | 9,49  | 3,70 | 1,67 | 1 676    |
| Povolide                     | 42,36 | 39,52 | 11,68 | 2,51 | 0,76 | 916      |
| Ranhados                     | 37,29 | 42,94 | 9,18  | 3,65 | 2,74 | 1 644    |
| Repeses                      | 40,81 | 43,02 | 7,95  | 2,92 | 2,39 | 1 132    |
| Ribafeita                    | 60,38 | 24,29 | 9,91  | 1,42 | 0,59 | 848      |
| Rio de Loba                  | 43,88 | 39,22 | 9,88  | 2,07 | 1,30 | 3 389    |
| Santos Evos                  | 38,79 | 46,92 | 8,26  | 0,92 | 0,39 | 763      |
| São Cipriano                 | 51,08 | 28,92 | 14,22 | 2,05 | 0,48 | 830      |
| São João de Lourosa          | 45,10 | 37,82 | 10,06 | 2,63 | 0,88 | 1 938    |
| São Pedro de France          | 50,06 | 28,83 | 16,49 | 0,47 | 0,59 | 843      |
| São Salvador                 | 38,40 | 42,37 | 10,73 | 3,41 | 2,30 | 1 612    |
| Silgueiros                   | 51,16 | 31,91 | 12,25 | 1,26 | 0,53 | 1 902    |
| Torredeita                   | 39,27 | 42,41 | 10,37 | 2,20 | 1,15 | 955      |
| Vila Chã de Sá               | 41,45 | 42,11 | 10,64 | 1,54 | 1,21 | 912      |
| Vil de Souto                 | 41,90 | 39,59 | 11,31 | 0,77 | 0,51 | 389      |
| Viseu (Coração de Jesus)     | 38,86 | 36,19 | 13,62 | 3,19 | 4,81 | 5 139    |
| Viseu (Santa Maria de Viseu) | 39,20 | 37,83 | 13,54 | 2,49 | 4,09 | 4 378    |
| Viseu (São José)             | 41,18 | 38,94 | 9,63  | 3,45 | 3,45 | 3 480    |
| Viseu                        | 44,10 | 36,85 | 11,20 | 2,35 | 2,08 | 48 597   |

### Vouzela
| Partido                 | Partido                        | Votos  | %               | +/-     |
| ----------------------- | ------------------------------ | ------ | --------------- | ------- |
|                         | Partido Social Democrata       | 3 061  | 48,02 / 100,00  | Estável |
|                         | Partido Socialista             | 2 250  | 35,30 / 100,00  | 0,36    |
|                         | Partido Popular                | 609    | 9,55 / 100,00   | 0,82    |
|                         | Coligação Democrática Unitária | 164    | 2,57 / 100,00   | 0,44    |
|                         | Bloco de Esquerda              | 75     | 1,18 / 100,00   | Novo    |
|                         | Outros                         | 104    | 1,63 / 100,00   |         |
| Votos Inválidos         | Votos Inválidos                | 111    | 1,74 / 100,00   | 0,36    |
| Total                   | Total                          | 6 374  | 100,00 / 100,00 |         |
| Eleitorado/Participação | Eleitorado/Participação        | 10 663 | 59,78 / 100,00  | 4,05    |

| Freguesia              | %     | %     | %     | %    | %    | Votantes |
| Freguesia              | PSD   | PS    | PP    | CDU  | BE   | Votantes |
| ---------------------- | ----- | ----- | ----- | ---- | ---- | -------- |
| Alcofra                | 67,69 | 23,28 | 4,75  | 0,92 | 0,31 | 653      |
| Cambra                 | 55,52 | 23,36 | 14,97 | 1,68 | 0    | 715      |
| Campia                 | 60,23 | 18,89 | 14,30 | 1,88 | 1,25 | 958      |
| Carvalhal de Vermilhas | 41,22 | 37,84 | 10,14 | 4,73 | 0,68 | 148      |
| Fataunços              | 41,59 | 41,82 | 10,28 | 0,93 | 0,23 | 428      |
| Figueiredo das Donas   | 25,75 | 48,50 | 15,45 | 7,73 | 0,86 | 233      |
| Fornelo do Monte       | 34,86 | 57,71 | 2,86  | 2,29 | 0,57 | 175      |
| Paços de Vilharigues   | 43,17 | 41,80 | 6,01  | 3,55 | 1,91 | 366      |
| Queirã                 | 49,59 | 37,19 | 7,37  | 2,11 | 0,94 | 855      |
| São Miguel do Mato     | 50,83 | 30,00 | 12,50 | 2,17 | 0,67 | 600      |
| Ventosa                | 33,74 | 51,10 | 7,09  | 1,71 | 1,96 | 409      |
| Vouzela                | 31,18 | 52,88 | 5,40  | 5,28 | 3,48 | 834      |
| Vouzela                | 48,02 | 35,30 | 9,55  | 2,57 | 1,18 | 6 374    |